# Konstancja Sycylijska
Konstancja Sycylijska, fr. Constance de Hauteville (ur. 2 listopada 1154, zm. 27 listopada 1198 w Palermo) – pogrobowa córka króla Sycylii Rogera II i jego trzeciej żony Beatrycze z Rethel, córki hrabiego Ithiera.
Nie była zaręczona do 30 roku życia, co było niezwykłe w przypadku ówczesnych księżniczek. Późniejsi historycy tłumaczyli ten fakt albo tym, że Konstancja została zakonnicą i nie chciała wyjść za mąż i krewni musieli ją porywać z klasztoru, albo faktem, że była niepospolicie brzydka. Żadna z tych teorii nie ma jednak poparcia w źródłach. W 1172 r. została dziedziczką korony sycylijskiej po śmierci swojego bratanka Henryka z Kapui. Panujący król Wilhelm II Dobry ożenił się ponownie w 1177 r., ale nie doczekał się potomstwa. Rozpoczął więc poszukiwanie męża dla swojej niezamężnej ciotki.
W 1184 r. Konstancja została zaręczona z Henrykiem (listopad 1165 – 28 września 1197), synem cesarza Fryderyka I Barbarossy i hrabiny palatynki Burgundii Beatrycze, córki hrabiego Renalda III. Ślub odbył się 26 stycznia 1186 r. Henryk i Konstancja mieli razem jednego syna:
- Fryderyk II (26 grudnia 1194 – 13 grudnia 1250), cesarz rzymski

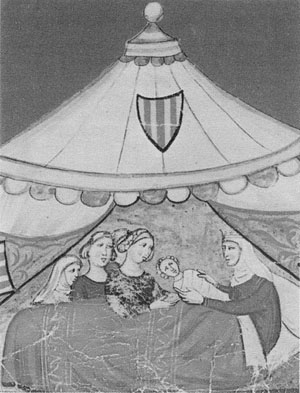
Narodziny Fryderyka II na rynku w Jesi, 26 grudnia 1194 r.

Małżeństwo Henryka i Konstancji zaniepokoiło papiestwo, któremu nie podobała się wizja wielkiego królestwa w południowej Italii w rękach dynastii Hohenstaufów. Kiedy Henryk próbował przymusić papieża Celestyna III aby ochrzcił jego syna, papież odmówił.
Sukcesja Hohenstaufów na Sycylii nie cieszyła się również wielkim poparciem wśród tamtejszych możnych. Wilhelm II wprawdzie odebrał od baronów przysięgę, że tron po jego bezpotomnej śmierci przypadnie Konstancji. Jednak po jego śmierci w 1189 r. możni okrzyknęli królem Tankreda z Lecce, nieślubnego syna Rogera III z Apulii, brata Konstancji.
Tymczasem w 1190 r. cesarz Fryderyk I utopił się podczas III wyprawy krzyżowej. Henryk został królem Niemiec, a w 1191 r. wraz z żoną został ukoronowany na cesarza. Natychmiast po koronacji Henryk ruszył na czele armii walczyć o Królestwo Sycylii. Podczas wyprawy towarzyszyła mu Konstancja. Północne twierdze, Kapua i Averso, poddały się bez walki. Załoga Salerno wysłała to Henryka wiadomość, że jest on mile witany, a Konstancji zaproponowała pobyt w pałacu jej ojca, zamiast przebywania w upalnym letnim słońcu. Pierwszy opór napotkał Henryk pod Neapolem. Miasto zacięcie się broniło a w armii cesarskiej wybuchła epidemia malarii. Henryk wycofał się więc z Królestwa Sycylii. Konstancja pozostała z niewielkim garnizonem w Salerno.
Po wycofaniu się Henryka włoskie miasta przeszły z powrotem na stronę Tankreda. Mieszczanie Salerno postanowili zyskać łaski swojego króla wydając mu Konstancję. Tankred jednak był skłonny wypuścić cesarzową, w zamian za co papież Celestyn miał uznać go królem Sycylii. Wymiana była też na rękę papieżowi, który chciał uzyskać przewagę nad Henrykiem VI. Jednak żołnierze cesarscy sprzeciwili się takiemu rozwiązaniu i bezpiecznie odeskortowali cesarzową za Alpy.

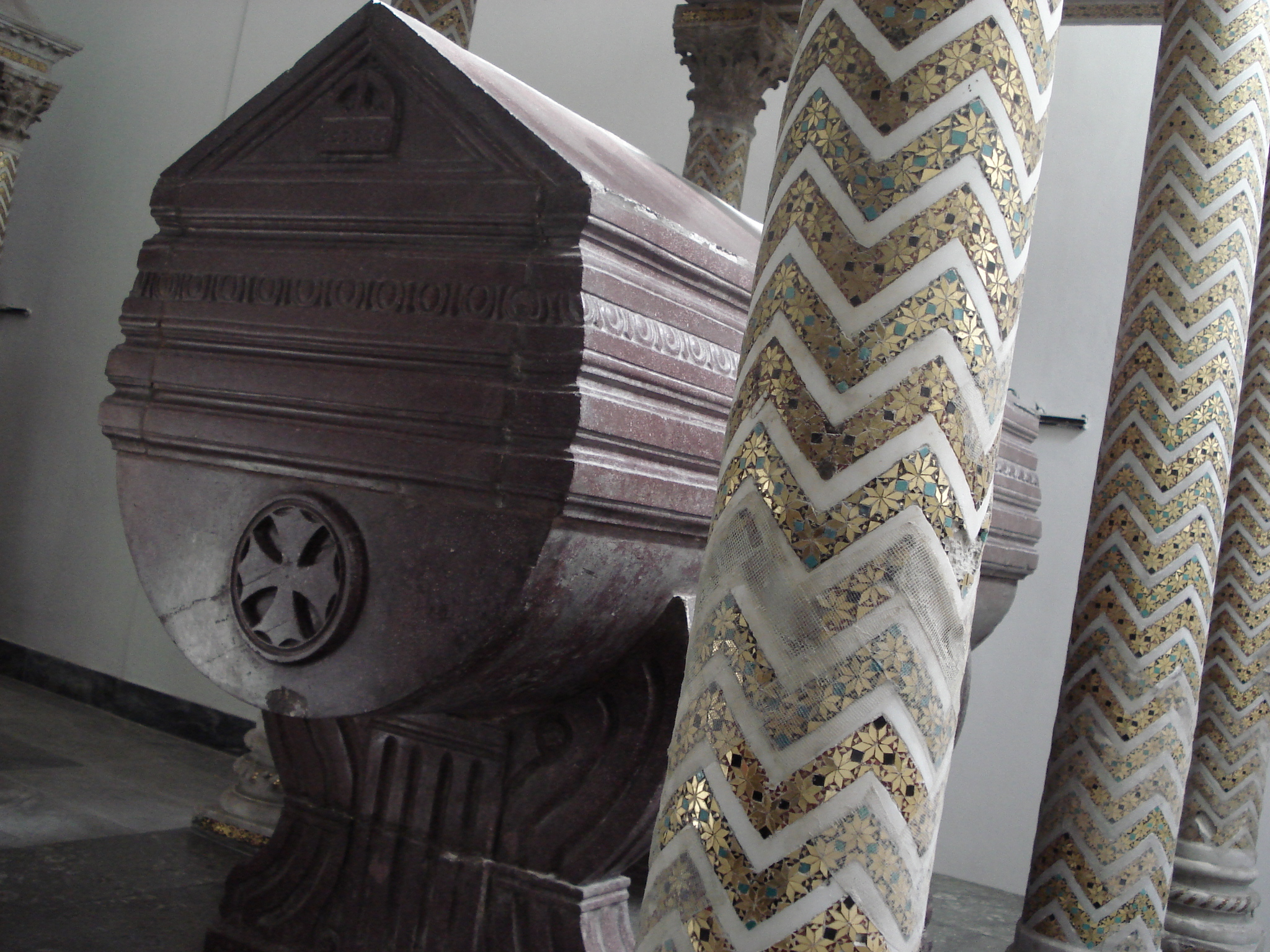
Grób Konstancji w katedrze w Palermo

Henryk przygotowywał kolejną wyprawę na Sycylię, kiedy w 1194 r. zmarł Tankred. Cesarz nie zwlekając ruszył na południe, bez walki zajął Palermo, usunął z tronu syna Tankreda Wilhelma III i sam koronował się na króla Sycylii. Konstancja nie towarzyszyła mężowi, gdyż była w tym czasie w ciąży. 26 grudnia, dzień po koronacji męża, urodziła syna Fryderyka w niewielkim mieście Jesi, niedaleko Ankony. Konstancja miała wówczas 40 lat i obawiała się, że niektórzy będą kwestionować fakt, że to ona jest matką Fryderyka. Poród nastąpił więc w namiocie, specjalnie rozstawionym na rynku miasta, w towarzystwie dam z najważniejszych rodów. Kilka dni później na rynku miejskim publicznie karmiła syna piersią.
Rządy Henryka nie cieszyły się poparciem na Sycylii. Chcąc udobruchać Sycylijczyków regencję powierzył Konstancji. Nie spełniło to oczekiwań cesarza, gdyż Sycylijczycy uważali swoją królową za narzędzie w rękach Henryka. Poza tym faktyczną władzę w królestwie sprawował ambitny Markward von Annweiler, który nie liczył się ze zdaniem Konstancji. Podczas wizyty Henryka na wyspie w 1197 r. zawiązał się przeciw niemu spisek. Popierać go miała nawet Konstancja. Henryk został jednak odpowiednio wcześnie ostrzeżony i ukarał spiskowców z całą surowością.
Henryk VI zmarł nagle w 1197 r. Konstancja została regentką w imieniu swojego 3-letniego syna. W odróżnieniu od innych cesarzowych-wdów nie próbowała dochodzić praw syna do korony cesarskiej i niemieckiej. Królem Niemiec został w 1198 r. brat Henryka, Filip Szwabski. Konstancja pozostała na Sycylii, otaczając się miejscowymi doradcami. Inni, tacy jak Markward von Annweiler, zostali przez nią odsunięci. Schorowana królowa spisała testament, w którym regencję po swojej śmierci przekazywała Radzie Regencyjnej, a opiece papieża Innocentego III powierzyła swojego syna. Oczekiwała, że syn zostanie wychowany na Sycylijczyka i do końca życia pozostanie tylko królem Sycylii. Fryderyk został koronowany na króla Sycylii w maju 1198 r.
Konstancja zmarła w listopadzie 1198 r. Została pochowana w katedrze w Palermo. Dante Alighieri w Boskiej komedii widzi Konstancję w Raju, na księżycu, wśród duchów, które nie wypełniły ślubów:
Ta wtóra jasność, co w świetlanej fali
Obok mnie błyszczy i wszystkimi blaski
Tej naszej sfery płomiennej się pali,
Od losu równej doznała niełaski:
Mniszeczką była; jej też ludzie śmieli
Zedrzeć ze skroni cień świętej przepaski.
Lecz chociaż na świat wywlekli ją z celi
I wbrew jej ślubom welon zdarli z twarzy,
Z serca jej zasłon raz wziętych nie zdjęli.
To Konstancyji wielkiej duch się jarzy,
Co z Szwabii wichru wtórego na tronie
Wydała trzeci – kres rzymskich cesarzy.
–Raj, Pieśń III, wersy 109-120, tłum. Edward Porębowicz